# Brian Wilson and Friends
Brian Wilson – Brian Wilson and Friends: A Soundstage Special Event è il terzo album live del musicista statunitense Brian Wilson.
L'album è stato registrato nel "The Venetian Theater" di Las Vegas.

## Tracce
Tutte le canzoni sono scritte da Brian Wilson e/o i Beach Boys
1. Our Prayer
2. Heros and Villains
3. Sloop John B
4. Dance Dance Dance
5. Good Vibrations
6. This Beatiful Day
7. Runaway Dancer
8. Don't Worry Baby
9. Marcella
10. Wild Honey
11. Sail On, Sailor
12. Sail Away
13. Half Moon Bay
14. Don't Talk
15. Saturday Night
16. Hold On Dear Brother
17. Darlin'
18. On The Island
19. God Only Knows
20. The Right Time
21. Wouldn't It Be Nice
22. Help Me, Rhonda
23. All Summer Long
24. Fun Fun Fun